# Kulturmodell
Ein Kulturmodell ist ein Ansatz zur Beschreibung von kulturell verankerten Denkmustern und untersucht den Umgang mit gesellschaftlichen Erscheinungen und Problemen, der im Kollektiv einer Kultur allgemein verbreitet und anerkannt ist, beispielsweise das Verhältnis zwischen Einzelperson und Gesellschaft. Die bekanntesten Untersuchungen zu Kulturmodellen wurden durchgeführt vom niederländischen Kulturwissenschaftler Geert Hofstede (zur interkulturellen Zusammenarbeit) und vom US-amerikanischen Anthropologe Edward T. Hall (zu Kulturdimensionen).
Eine praktische Anwendung finden diese Kulturmodelle in der interkulturellen Kommunikation oder interkulturellen Kompetenz. Die Grundlagen der Kulturmodelle verknüpfen Erkenntnisse verschiedener wissenschaftlicher Fachgebiete, vor allem Ethnologie (Völkerkunde), Soziologie, Kulturwissenschaft und Psychologie.